# Coleophora borea
Coleophora borea é uma espécie de mariposa do gênero Coleophora pertencente à família Coleophoridae.